# Rhaldney
Rhaldney, pseudonimo di Rhaldney Norberto Simião Gomes (Recife, 20 novembre 1998), è un calciatore brasiliano, centrocampista dell'Atl. Goianiense.

## Carriera
Cresciuto nel settore giovanile del Náutico, debutta in prima squadra il 22 gennaio 2019, in occasione dell'incontro della Copa do Nordeste vinto per 0-2 contro il Sergipe. L'11 luglio 2022, dopo aver totalizzato 120 presenze e 4 reti con la maglia del Náutico, viene acquistato dall'Atl. Goianiense; il 7 agosto seguente ha esordito nel Brasileirão, disputando l'incontro vinto per 2-1 contro il RB Bragantino.

## Statistiche

### Presenze e reti nei club
Statistiche aggiornate al 25 novembre 2022.
| Stagione        | Squadra         | Campionato      | Campionato | Campionato | Coppe nazionali | Coppe nazionali | Coppe nazionali | Coppe continentali | Coppe continentali | Coppe continentali | Altre coppe | Altre coppe | Altre coppe | Totale | Totale |
| Stagione        | Squadra         | Comp            | Pres       | Reti       | Comp            | Pres            | Reti            | Comp               | Pres               | Reti               | Comp        | Pres        | Reti        | Pres   | Reti   |
| --------------- | --------------- | --------------- | ---------- | ---------- | --------------- | --------------- | --------------- | ------------------ | ------------------ | ------------------ | ----------- | ----------- | ----------- | ------ | ------ |
| 2019            | Náutico         | A1/PE+C         | 0+1        | 0          | CB              | 1               | 0               |                    | -                  | -                  | CdN         | 1           | 0           | 3      | 0      |
| 2020            | Náutico         | A1/PE+B         | 7+32       | 0+1        | CB              | 2               | 0               |                    | -                  | -                  | CdN         | 7           | 0           | 48     | 1      |
| 2021            | Náutico         | A1/PE+B         | 11+32      | 1+1        |                 | -               | -               |                    | -                  | -                  |             | -           | -           | 43     | 2      |
| gen.-lug. 2022  | Náutico         | A1/PE+B         | 7+10       | 0          | CB              | 1               | 0               |                    | -                  | -                  | CdN         | 8           | 1           | 26     | 1      |
| Totale Náutico  | Totale Náutico  | Totale Náutico  | 100        | 3          |                 | 4               | 0               |                    | -                  | -                  |             | 16          | 1           | 120    | 4      |
| lug.-dic. 2022  | Atl. Goianiense | A               | 7          | 0          | CB              | 0               | 0               | CS                 | 1                  | 0                  |             | -           | -           | 8      | 0      |
| Totale carriera | Totale carriera | Totale carriera | 107        | 3          |                 | 4               | 0               |                    | 1                  | 0                  |             | 16          | 1           | 128    | 4      |

## Palmarès

### Club

#### Competizioni nazionali
- Campeonato Brasileiro Série C: 1

Náutico: 2019

#### Competizioni statali
- Campionato Pernambucano: 2

Náutico: 2021, 2022